# Jilly Curry
Jillian Mary „Jilly” Curry (ur. 29 listopada 1963 w Cobham) – brytyjska narciarka, uprawiająca narciarstwo dowolne. Najlepszy wynik na mistrzostwach świata osiągnęła podczas mistrzostw w Lake Placid, gdzie zajęła 4. miejsce w kombinacji. Jej najlepszym wynikiem olimpijskim jest 15. miejsce w jeździe po muldach na igrzyskach olimpijskich w Albertville. Na tych samych igrzyskach startowała także w balecie narciarskim (13. miejsce) i w skokach akrobatycznych (4. miejsce), jednakże konkurencje te były tylko zawodami pokazowymi. Zajęła także 21. miejsce w skokach akrobatycznych na igrzyskach olimpijskich w Lillehammer.
Najlepsze wyniki w Pucharze Świata osiągnęła w sezonie 1990/1991, kiedy to zajęła drugie miejsce w klasyfikacji generalnej oraz w klasyfikacji kombinacji. W sezonie 1991/1992 była trzecia w obu tych klasyfikacjach. W 1992/1993 była trzecia w klasyfikacji generalnej, a sezonie 1989/1990 była druga w klasyfikacji kombinacji.
W 1994 zakończyła karierę.
Jej ojciec – Peter Curry także był sportowcem – lekkoatletą.

## Osiągnięcia

### Igrzyska olimpijskie
| Miejsce | Dzień     | Rok  | Miejscowość | Konkurencja        | Zwycięzca        |
| ------- | --------- | ---- | ----------- | ------------------ | ---------------- |
| 15.     | 13 lutego | 1992 | Albertville | Jazda po muldach   | Donna Weinbrecht |
| 21.     | 13 lutego | 1994 | Lillehammer | Skoki akrobatyczne | Lina Cheryazova  |

### Mistrzostwa świata
| Miejsce | Dzień     | Rok  | Miejscowość | Konkurencja        | Zwycięzca            |
| ------- | --------- | ---- | ----------- | ------------------ | -------------------- |
| 13.     | 2 lutego  | 1986 | Tignes      | Jazda po muldach   | Mary-Jo Tiampo       |
| 6.      | 4 lutego  | 1986 | Tignes      | Skoki akrobatyczne | Maria Quintana       |
| 27.     | 6 lutego  | 1986 | Tignes      | Balet narciarski   | Jan Bucher           |
| 5.      | 6 lutego  | 1986 | Tignes      | Kombinacja         | Conny Kissling       |
| 21.     | 1 marca   | 1989 | Oberjoch    | Balet narciarski   | Jan Bucher           |
| 16.     | 3 marca   | 1989 | Oberjoch    | Jazda po muldach   | Raphaëlle Monod      |
| 16.     | 5 marca   | 1989 | Oberjoch    | Skoki akrobatyczne | Catherine Lombard    |
| 21.     | 11 lutego | 1991 | Lake Placid | Balet narciarski   | Ellen Breen          |
| 20.     | 13 lutego | 1991 | Lake Placid | Jazda po muldach   | Donna Weinbrecht     |
| 11.     | 16 lutego | 1991 | Lake Placid | Skoki akrobatyczne | Wasilisa Siemienczuk |
| 4.      | 16 lutego | 1991 | Lake Placid | Kombinacja         | Maja Schmid          |
| 5.      | 11 marca  | 1993 | Altenmarkt  | Kombinacja         | Katherina Kubenk     |
| 23.     | 12 marca  | 1993 | Altenmarkt  | Balet narciarski   | Ellen Breen          |
| 16.     | 13 marca  | 1993 | Altenmarkt  | Jazda po muldach   | Stine Lise Hattestad |
| 20.     | 14 marca  | 1993 | Altenmarkt  | Skoki akrobatyczne | Lina Cheryazova      |

### Puchar Świata

#### Miejsca w klasyfikacji generalnej
- sezon 1985/1986: 21.
- sezon 1986/1987: 18.
- sezon 1987/1988: 9.
- sezon 1988/1989: 14.
- sezon 1989/1990: 4.
- sezon 1990/1991: 2.
- sezon 1991/1992: 3.
- sezon 1992/1993: 3.
- sezon 1993/1994: 41.

#### Miejsca na podium
1. Voss – 1 marca 1987 (Kombinacja) – 3. miejsce
2. Tignes – 16 grudnia 1989 (Kombinacja) – 2. miejsce
3. La Plagne – 17 grudnia 1989 (Kombinacja) – 3. miejsce
4. Mont Gabriel – 7 stycznia 1990 (Kombinacja) – 2. miejsce
5. Breckenridge – 21 stycznia 1990 (Kombinacja) – 2. miejsce
6. La Clusaz – 16 marca 1990 (Kombinacja) – 1. miejsce
7. La Plagne – 2 grudnia 1990 (Kombinacja) – 1. miejsce
8. Tignes – 8 grudnia 1990 (Kombinacja) – 2. miejsce
9. Whistler Blackcomb – 13 stycznia 1991 (Kombinacja) – 3. miejsce
10. Piancavallo – 19 stycznia 1991 (Kombinacja) – 2. miejsce
11. Breckenridge – 20 stycznia 1991 (Kombinacja) – 3. miejsce
12. Mont Gabriel – 3 lutego 1991 (Kombinacja) – 2. miejsce
13. La Clusaz – 21 lutego 1991 (Skoki akrobatyczne) – 2. miejsce
14. La Clusaz – 21 lutego 1991 (Kombinacja) – 3. miejsce
15. Voss – 10 marca 1991 (Kombinacja) – 2. miejsce
16. Pyhätunturi – 17 marca 1991 (Kombinacja) – 2. miejsce
17. Tignes – 7 grudnia 1991 (Kombinacja) – 2. miejsce
18. Tignes – 7 grudnia 1991 (Skoki akrobatyczne) – 3. miejsce
19. Piancavallo – 17 grudnia 1991 (Kombinacja) – 3. miejsce
20. Breckenridge – 19 stycznia 1992 (Kombinacja) – 2. miejsce
21. Oberjoch – 2 lutego 1992 (Kombinacja) – 1. miejsce
22. Inawashiro – 1 marca 1992 (Kombinacja) – 2. miejsce
23. Madarao – 5 marca 1992 (Kombinacja) – 2. miejsce
24. Altenmarkt – 14 marca 1992 (Kombinacja) – 2. miejsce
25. Hundfjället – 23 marca 1992 (Kombinacja) – 3. miejsce
26. Madarao – 8 marca 1992 (Kombinacja) – 3. miejsce
27. La Plagne – 26 lutego 1993 (Kombinacja) – 3. miejsce
28. La Plagne – 27 lutego 1993 (Kombinacja) – 2. miejsce
29. La Clusaz – 4 lutego 1994 (Skoki akrobatyczne) – 3. miejsce

- W sumie 3 zwycięstwa, 15 drugich i 11 trzecich miejsc.